# Roland Stevenson
Roland Wilhelm Vermehren Stevenson (Chile, 15 de agosto de 1934 - Manaus, outubro de 2016), ou apenas Roland Stevenson, como costumava assinar sua obra, foi um artista plástico, escritor e pesquisador Chileno que veio ao Brasil em 1964, radicando-se em Manaus no ano de 1973 onde viveu a maior parte da sua vida. Apaixonou-se pela região amazônica, onde realizou importantes descobertas, e viveu até falecer de causas naturais aos oitenta e dois anos de idade.

## Biografia
Nascido em Santiago no Chile, numa família de quatro filhos (tendo como irmãs Marlene, Portia e Viola), filho de pai alemão e mãe norte-americana. Desde cedo já demonstrava enorme inclinação tanto para o mundo das artes quanto das aventuras.
Começou a desenhar aos quatro anos de idade, aos doze ganhou o primeiro de uma infinidade de prêmios que viria a receber em sua carreira artística (dentre eles o Golden Book Award) pelo desenho de uma figura feminina.
Passou a juventude explorando os Andes e outras belezas sul-americanas. Casou-se com Silvia Del Carmem Saint Martin Valenzuela, com quem teve três filhos: Rolando, Victor e Walter e com eles mudou-se para o Brasil. Em São Paulo trabalhou como publicitário nas empresas McCANN e Norton. Chegou à Manaus, Amazonas em 1973, onde apaixonou-se por sua beleza e seus mistérios.
Na capital do Amazonas, continuou a trabalhar como publicitário na empresa Oana até decidir começar a pintar, inspirado por trabalhos como do também pintor Moacir Andrade. Escreveu os livros Uma Luz nos Mistérios Amazônicos e Rethinking Our Pre-History. Roland morreu em 2016 aos oitenta e dois anos de idade, em sua residência e de causas indeterminadas.

## Obras
O estilo figurativo realista das suas telas é reforçado pelos conhecimentos advindos dos estudos realizados nas áreas de antropologia, etnografia, arqueologia e outras ciências correlatas. Além de telas em acrílico, mostrando o cotidiano amazônico. Realizou exposições por diversas partes do mundo, como Japão, Itália e Estados Unidos. Roland Stevenson também recebeu destaque internacional por suas descobertas arqueológicas e antropológicas.
Umas de suas mais belas e prestigiadas obras é a tela ''Fantasia das Amazonas", que retrata as guerreiras Amazonas, em cavalaria em frente ao monumental Teatro Amazonas, em Manaus. Esta obra ilustrou capa da lista telefônica do Amazonas em 1989/90. Escolhida como o ''Melhor Design de Capas'' pela Association Of North American Design, em Saint Thomas nos Estados Unidos. A obra faz parte do saguão da Assembléia Legislativa do Amazonas.
Em seu livro Uma Luz Nos Mistérios Amazônicos (A Light On Amazonian Misteries) descreve a localização do extinto lago Parime e defende a existência da cidade perdida do Eldorado.
Posteriormente publicou um estudo (apenas em inglês) que expõe uma nova visão acerca da origem do homem das Américas em Rethinking Our Pre-History (Repensando nossa pré-história, sem tradução oficial), onde, dentre outros temas, aprofunda a Teoria do Estreito de Bering e propõe que o esqueleto de Luzia fora reconstruído incorretamente com bases em seus estudos de anatomia que serviram de base para seu trabalho artístico.
Realizou ainda estudos em genealogia, em especial sobre os Vermehren, sobrenome herdado de seu pai alemão. Neste estudo, reconhecido internacionalmente, provou que tal sobrenome vem de "Vermeer", sendo ele próprio (Stevenson) e sua família, descendentes do pintor holandês Johannes Vermeer.

## Eldorado
O Eldorado fora uma de suas grandes obsessões de vida. Stevenson ressuscitou a lenda do lago Parime. De acordo com seu livro Uma Luz nos Mistérios Amazônicos, ele teria descoberto vestígios de um caminho pré-colombiano extinto da bacia de Uaupés à Roraima, com restos de construções de pedra, pelo qual os Incas teriam trazido ouro no lombo de lhamas e também ter identificado o que já foi o lago do El Dorado, Manoa ou Parima, que seria a chamada região de campos ou lavrado de Boa Vista, desprovida de selvas, onde apenas há árvores (buritis) mas margens de lagoas, rios e igarapés.
Ali teria existido o lendário lago, localizado entre Roraima e a antiga Guiana inglesa, com um diâmetro de 400 quilômetros e área de 80 mil quilômetros quadrados e sua extinção teria começado há cerca de 700 anos. Segundo Stevenson, a cidade de Manoa localizava-se na região ocidental do lago, conforme o indicavam as primeiras cartografias das expedições, a exemplo de Hariot, que a desenhou vizinha a uma ilha de terra firme. O local exato seria a ocidente do que hoje chamamos ilha Maracá, onde na época do lago cheio estaria a foz do rio Uraricuera.

## Prêmios recebidos
Internacionais
■ "Vitória Alada" - Prêmio Qualidade Brasil Associacione Internationale Importatore e Exportatore Milão, Itália, 1993
■ Condecoração ao Mérito Cultural "Gabriela Mistral" Ministério de Educação do Chile, 1993 Entregue pelo Embaixador do Chile em Brasília-DF
■ "Gold Book Award" (1º lugar) Concurso mundial da Associacion North American Directory Publishers (Anadap)
Nacionais
■ "Troféu Brasil" no Salão Nacional Brasileiro de Artes Plásticas Manaus/AM, 1996
■ Prêmio SUFRAMA de Artes Plásticas (1º lugar) Superintendência da Zona Franca de Manaus Manaus/AM, 1989
■ Prêmio SUFRAMA de História (Visão Etnoartística) Superintendência da Zona Franca de Manaus Manaus/AM, 1989
■ Baiacu de Ouro / Artista Plástico do Ano (Carlos Aguiar) Manaus/AM, 1988
■ Medalha de Ouro no III Salão Curupira Associação Amazonense de Artistas Plásticos Manaus/AM, 1988
■ Prêmio SUFRAMA de Artes Plásticas (1º lugar) Superintendência da Zona Franca de Manaus, 1984
■ Artista Plástico do Ano Sindicato dos Jornalistas do Amazonas Manaus/AM, 1980
■ Medalha de Ouro e Troféu Melhor Conjunto de Obras I Salão Aberto "Luis Naranjo Cuadra" Manaus/AM, 1979

■ Troféu Nacional Lions Club (1º lugar) Rio de Janeiro/RJ, 1977